# Guerra de Independência da Ucrânia
A Guerra da Independência da Ucrânia foi um período de conflito bélico entre 1917 a 1921 sustentado diferentes forças políticas e militares, o que resultou na criação e desenvolvimento de uma república ucraniana, depois, uma parte da União Soviética, como República Socialista Soviética da Ucrânia. Foi formada por uma série de conflitos militares entre os ucranianos que apoiavam diversas forças governamentais, políticas e militares, entre eles nacionalistas ucranianos, anarquistas, bolcheviques, as forças dos Impérios Centrais da Alemanha e Áustria-Hungria, o Exército de Voluntários do Exército Branco e as forças da Segunda República Polonesa pelo controle da Ucrânia após a Revolução de Fevereiro no Império Russo. Também estiveram envolvidos os intervencionistas estrangeiros, em particular a França e a Romênia. Os combates duraram de fevereiro de 1917 a novembro de 1921 e resultaram na divisão da Ucrânia entre a República Socialista Soviética da Ucrânia bolchevique, a Polônia, a Romênia e a Checoslováquia. O conflito é frequentemente visto no contexto da Guerra Civil Russa, bem como a fase final da Primeira Guerra Mundial.

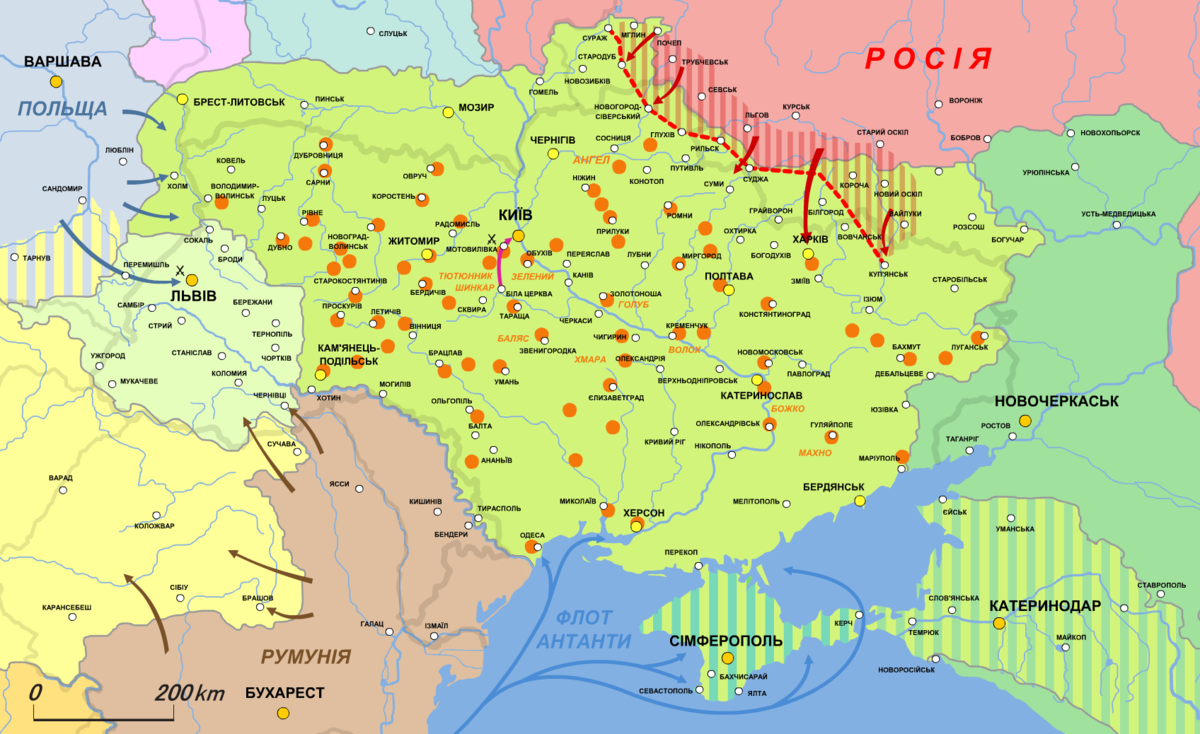
Mapa da República Popular da Ucrânia entre maio e novembro de 1918, sob o regime do Hetmanato (verde claro). Nos círculos laranjas as principais rebeliões camponesas. Crimeia e Kuban sob controle branco. Os principais portos do Mar Negro são ocupados pela intervenção francesa. Você também pode ver a Segunda República Polonesa e suas ofensivas no oeste da Ucrânia (azul escuro), República Popular da Bielorrússia (azul claro), República Popular da Ucrânia Ocidental (verde limão), Reino da Romênia e suas tentativas expansionistas a oeste (café), o Império Austro-Húngaro à beira do colapso (amarelo), a República Socialista Federativa Soviética Russa com seus ataques do norte (vermelho), Lituânia (rosa) e os cossacos Don (verde escuro).

## Zona de conflito

### Contendores
Os contendores que lutam no território povoado por ucranianos neste período são:
- As forças da República Popular da Ucrânia pela independência
- As forças da República Popular da Ucrânia Ocidental ou exército "galego" para sua sobrevivência.
- Os Exércitos Brancos para a Restauração Czarista
- As Forças da Rússia Soviética e os bolcheviques ucranianos para o estabelecimento do regime político soviético
- Os anarquistas do Exército Negro pela libertação dos territórios de "todo tipo de poder".
- Diferentes bandos ou grupos armados sem uma coerência ideológica definida.
- As forças da recém-constituída Segunda República Polonesa no âmbito de sua formação territorial nacional
- Exército da Alemanha na Primeira Guerra Mundial
- O exército romeno em apoio às suas reivindicações territoriais.

As alianças e beligerâncias entre eles variavam de acordo com as circunstâncias do momento.

### Ressurgimento cultural e nacional ucraniano
Nesse período, apesar da turbulência, manifestou-se um ressurgimento cultural ucraniano, que não gozava de plena liberdade no Império Austro-Húngaro e muito menos no Império Russo.
No Hetmanato, instalado pelos alemães em 1918 como um governo fantoche após derrubar o governo da República Popular da Ucrânia, ele toma medidas para promover a educação e a cultura ucranianas. Entre os bolcheviques, a identidade nacional era uma questão contraditória, mas boa parte dos bolcheviques ucranianos compartilhava a ideia da peculiaridade cultural e linguística da Ucrânia, diferenciada da russa, embora mais tarde, nas décadas de 1920 e 1930, esses mesmos bolcheviques tenham sido expurgados e mortos por esse motivo.

## Consequências
No atual Cherkasy Raion do Oblast de Cherkasy (então na província de Kiev), um homem local chamado Vasyl Chuchupak liderou a "República Kholodnyi Yar", que lutou pela independência ucraniana. Durou de 1919 a 1922, tornando-se o último território detido por apoiantes armados de um Estado ucraniano independente antes da incorporação da Ucrânia na União Soviética como República Socialista Soviética Ucraniana.
Em 1922, a Guerra Civil Russa estava chegando ao fim no Extremo Oriente, e os comunistas proclamaram a União das Repúblicas Socialistas Soviéticas (URSS) como uma federação da Rússia, Ucrânia, Bielorrússia e Transcaucásia. O governo soviético ucraniano era quase impotente diante de um aparato centralizado do Partido Comunista baseado em Moscou. No novo estado, os ucranianos inicialmente desfrutaram de uma posição de nação titular durante os períodos de nativização e ucranização. No entanto, em 1928, Josef Stalin havia consolidado o poder na União Soviética. Assim, uma campanha de repressão cultural começou, crescendo na década de 1930, quando o Holodomor, uma fome maciça causada pelo homem, foi orquestrado pelo governo soviético e custou vários milhões de vidas. A parte da Ucrânia controlada pelos poloneses tinha muita pouca autonomia, tanto política quanto culturalmente, mas não foi afetada pela fome. No final da década de 1930, as fronteiras internas da RSS ucraniana foram redesenhadas sem mudanças significativas.
O status político da Ucrânia permaneceu inalterado até o Pacto Molotov-Ribbentrop entre a URSS e a Alemanha nazista em agosto de 1939, no qual o Exército Vermelho se aliou à Alemanha nazista para invadir a Polônia e incorporar a Volínia e a Galícia na RSS ucraniana. Em junho de 1941, a Alemanha e seus aliados invadiram a União Soviética e conquistaram completamente a Ucrânia no primeiro ano do conflito. Após a vitória soviética na Frente Oriental da Segunda Guerra Mundial, para a qual os ucranianos muito contribuíram, a região da Rutênia dos Cárpatos - anteriormente parte da Hungria antes de 1919, da Tchecoslováquia de 1919 a 1939, da Hungria entre 1939 e 1944 e novamente da Tchecoslováquia de 1944 a 1945 - foi incorporada à RSS ucraniana, assim como partes da Polônia entre guerras. A expansão final da Ucrânia ocorreu em 1954, quando a Crimeia foi transferida da Rússia para a Ucrânia com a aprovação do líder soviético Nikita Khrushchev.

## Reflexão no cinema
- Kruty 1918